# Francisco Gabilondo Soler
Pour les articles homonymes, voir Soler.
Francisco José Gabilondo Soler, né le 6 octobre 1907 à Orizaba état de Veracruz de Ignacio de la Llave et mort à Texcoco dans l'État de Mexico le 14 décembre 1990, appelé aussi Cri-Cri en Amérique latine, est un chanteur et compositeur mexicain connu pour ses chansons et mélodies pour enfants.
Il est célèbre pour son émission radiophonique diffusée pendant trente ans, de 1934 à 1961 pour laquelle il a créé son personnage "Cri-Cri" ou le criquet chanteur. Ses chansons et compositions ont été traduites en de nombreuses langues dont l'esperanto et l'anglais. Il a été membre fondateur de la Société mexicaine d'auteurs et compositeurs au Mexique.
Passionné d'astronomie, il était membre de la Sociedad Astronómica de México (es).

## Cinéma
L'année 1963 voit la naissance de l'œuvre cinématographique Cri Cri el grillito cantor, mettant en vedette les acteurs Ignacio López Tarso et Marga López. Le film s'inspire de la vie du chanteur dès son plus jeune âge, lorsqu'il vivait avec sa grand-mère, jusqu'à ses dernières années en tant qu'animateur radiophonique. Le film d'une durée de 150 minutes fait découvrir plusieurs œuvres musicales du chanteur mexicain. Une séquence animée par le célèbre producteur Walt Disney sur le thème de la chanson Los Cochinitos Dormilones écrite par Gabilondo y est également présente.

## Astronomie
Au-delà de la musique, Francisco Gabilondo Soler était entre autres un passionné de littérature, dont les histoires de Jules Verne et les contes des frères Grimm. Il affectionnait beaucoup la géographie et la science, tout particulièrement l'astronomie. En 1951, il fut introduit à la Société astronomique du Mexique. En tant que membre, il exigea la construction d'un observatoire dans la ville de Tultepec situé dans l'État de Mexico.
Au milieu des années 1970, il décida de s'installer dans la ville de San Miguel Tecuila où il poursuivit sa passion pour l'astronomie en observant les étoiles depuis sa maison à l'aide d'un télescope et de jumelles.